# Christiaan Jan Willem van Waning

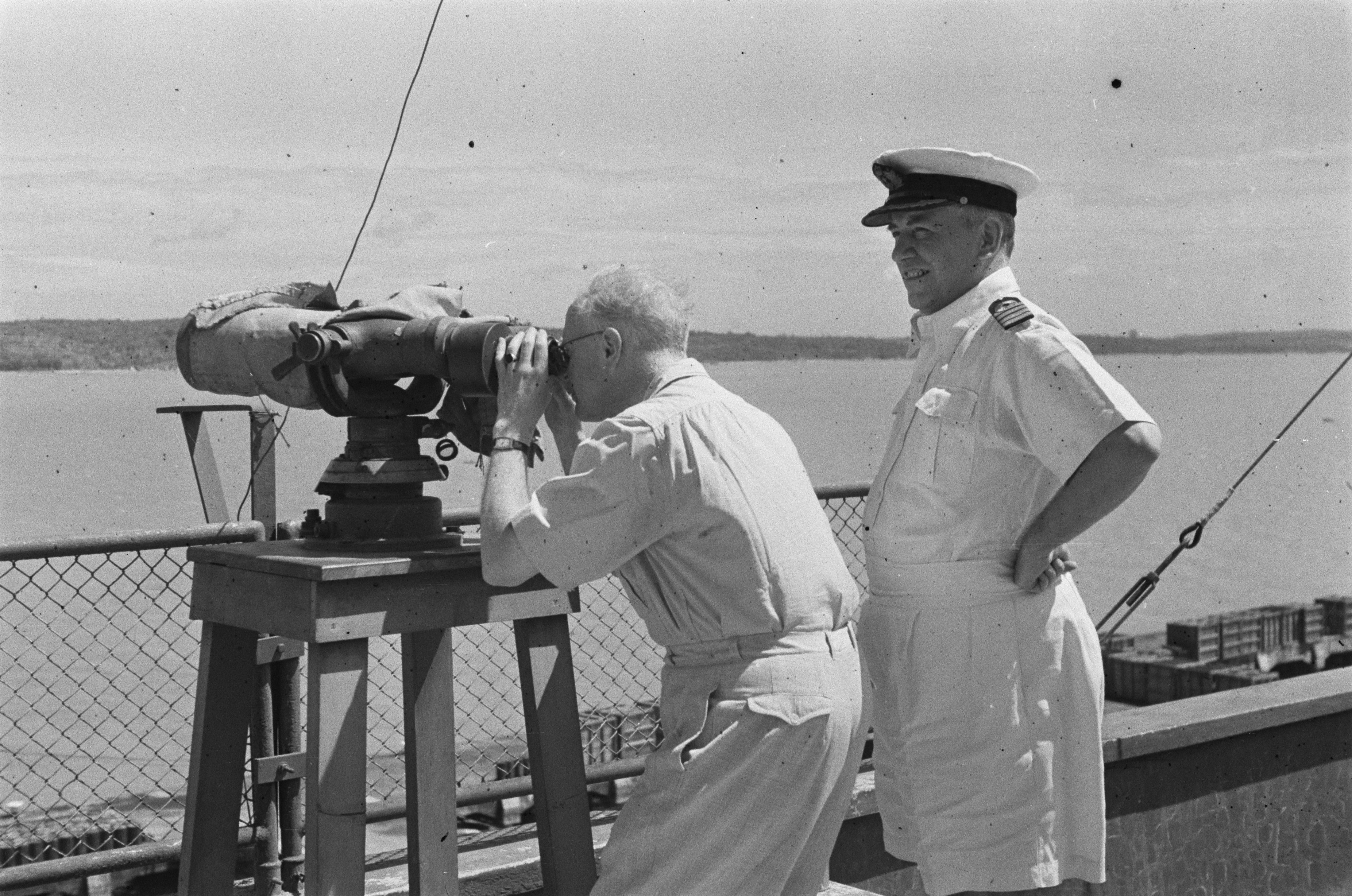
C.J.W. van Waning in actie (1947)

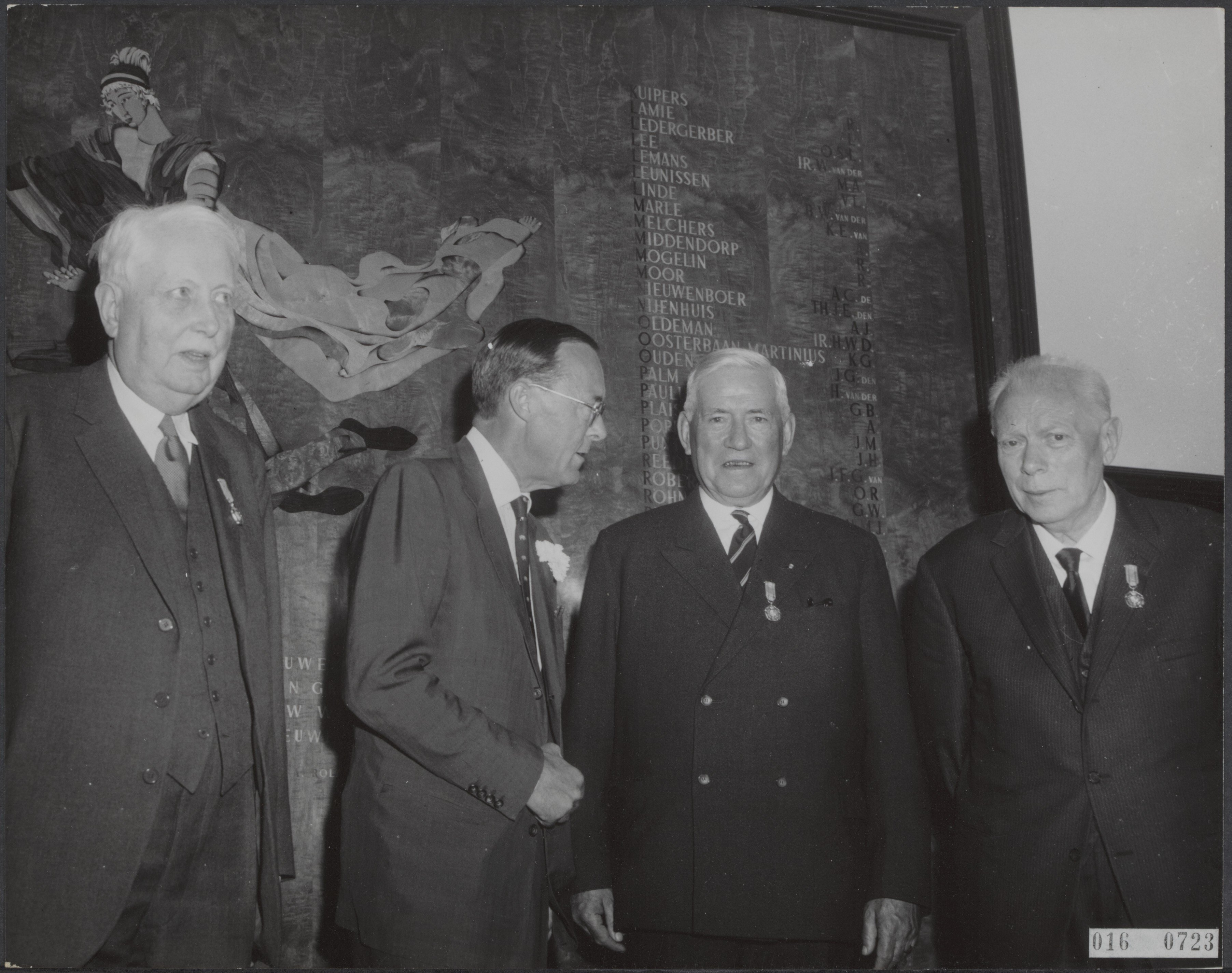
C.J.W. van Waning, tweede van rechts (1965)

Christiaan Jan Willem van Waning (Ouderkerk aan den IJssel, 4 juli 1901 – Voorschoten, 7 maart 1989) was een Nederlands militair.
Hij was zoon van Eva Cornelia de Lussanet de la Sablonière en burgemeester van Ouderkerk aan den IJssel Jacob van Waning. Zelf trouwde hij in 1936 met de Zeeuwse Francine Lucia van Maaren (1914-1998). Het echtpaar kreeg twee zoons en twee dochters. Zoon Jan-Willem van Waning stapte (deels) in de voetsporen van zijn vader; hij werd ook kapitein-ter-zee.
Van Waning begon na zijn opleiding middelbare school aan de Rijks-Hogereburgerschool in Gouda aan een opleiding aan de Adspirantenschool der Marine in Dordrecht (1918-1920). Van daaruit trok hij naar het Koninklijk Instituut voor de Marine in Willemsoord (1920-1923). Vanuit die opleiding werd hij in 1923 "Luitenant-ter-zee derde klasse bij de Koninklijke Marine in Den Helder, waar hij zich specialiseerde in de onderzeeboten. Hij was enige tijd commandant van Hr.Ms. O 16 (1936). In die jaren studeerde hij ook aan de Hogere Marine Krijgsschool in Den Haag.
Hij doorliep daarna diverse rangen in een lange marineloopbaan. Twee jaar voor de Tweede Wereldoorlog werd hij gestationeerd in Nederlands-Indië, waar hij stafofficier te Soerabaja was/werd. Bij de Slag in de Javazee kon hij amper ontsnappen. Via Australië ging hij in Londen werken bij het "Bureau Inlichtingen en Plannen" vakgebied wederopbouw maritieme infrastructuur. In september 1944 werkte hij als vlagofficier bij Gerard Dickens. Hij werkte vanuit de marine mee aan de bevrijding van Nederland en toog na die oorlog opnieuw naar Nederlands-Indië, opnieuw te Soerabaja (1946-1949). Hij was daar betrokken bij de scheepslandingen voor de politionele acties. Hij was in 1949 en 1950 gezagvoerder van kruiser Hr.Ms. Jacob van Heemskerck (1940). Zijn bijnaam bij de marine was Jum en/of Jumbo; zijn karakter leidde soms tot een situatie als Olifant in de porseleinkast.
In 1950 ging hij als commandeur bij de marine met pensioen (leeftijdsontslag). Hij ging namens de overheid werken voor de "Nederlandse Particuliere Rijnvaart Centrale" (1950-1953) en was vervolgens tussen 1953 en 1965 president-directeur van het "Rotterdamsch Rijnvaart Bedrijf", toen ging hij opnieuw met pensioen, nu als burger.
Na zijn pensioen bij de marine was Van Waning enkele jaren admiraal vanaf boeier Maartje uit 1892 bij het admiraalzeilen op de Friese meren.
Al voor die oorlogsjaren schreef Van Waning over de schepen en was als zodanig in 1940 redacteur bij blad Zeemacht. Hij publiceerde ook in het gedenkboek De Nederlandse Onderzeedienst, 1906-1966). Hij was samen met vice-admiraal Abraham van der Moer auteur van Deze aengenaeme tocht: Chatham 1667 herbezien door zeemansogen (Walburg Pers, 1981.
Zijn Bericht van overlijden meldt de volgende onderscheidingen:
- Commandeur (titulair sinds 1971) buiten dienst
- officier in de Orde van Oranje-Nassau
- Bronzen erepenning voor menslievend hulpbetoon (1925); hij was toen Luitenant-ter-zee, tweede klasse.[1]
- Legionnaire Legion of Merit (VS)[2]
- honorary commander Orde van het Britse Rijk[3]

In 1965 kreeg hij de Zilveren Anjer opgespeld vanwege zijn werk voor de "Stichting Stamboek Ronde en Platbodemjachten". Hij was er oprichter, voorzitter en uiteindelijk ere bestuurslid van.
Nadat hij op 87-jarige leeftijd overleed, werd hij in stilte gecremeerd.
- Biografisch Portaal: 20017270
- Nederlandse Thesaurus van Auteursnamen: 073583782
- Virtual International Authority File: 285644103